# 페르세포네

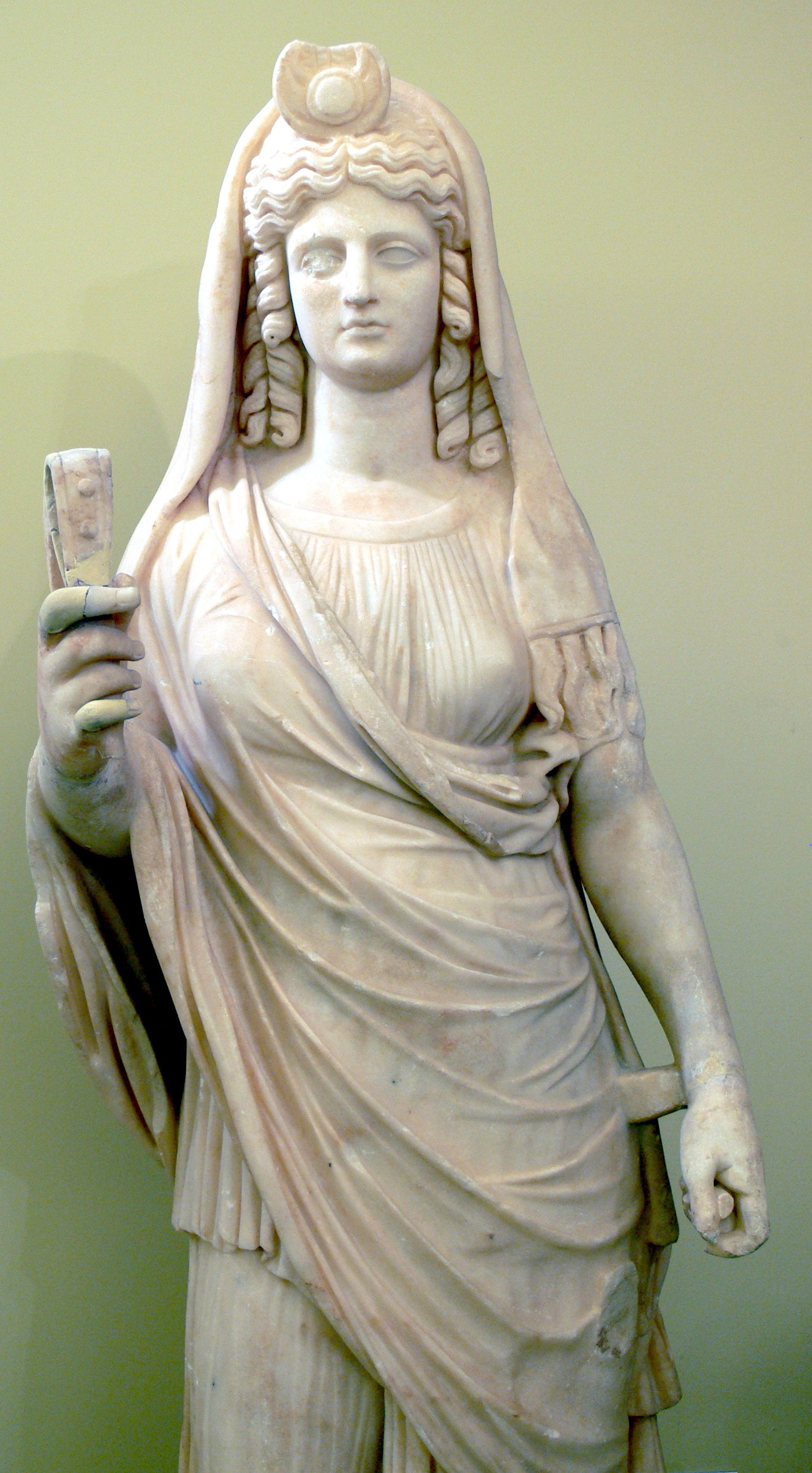
이라클리오 고고학 박물관에 소장된 페르세포네 조각상

페르세포네(영어: Persephone 또는 Kore, 그리스어: Περσεφόνη)는 그리스 신화에 나오는 저승과 꽃•식물의 여신으로 제우스와 데메테르의 딸이다.

## 신화

### 페르세포네의 납치
어느 날, 하데스가 지하 세계에서 나오게 되었는데, 아프로디테는 어두운 하데스가 싫어 아들인 에로스의 화살을 통해 하데스가 사랑에 빠지게 했다. 마침 페르세포네가 들판에서 님프들과 꽃을 따던 중 지하 세계 왕 하데스에게 보이게 되어 버리고, 페르세포네는 납치되어 지하 세계로 끌려가 강제로 지하 세계의 여왕과 하데스의 아내가 되었다. 데메테르는 딸을 찾아 온 세상을 헤메었으며, 데메테르가 일손을 놓자 곡물들이 시들어갔다. 결국 헬리오스에게서 페르세포네가 하데스에게 끌려갔다는 사실을 듣자, 제우스에게 항의하여 하데스가 딸을 돌려보내게 해 줄 것을 요구한다. 제우스의 명을 받고 찾아온 헤르메스가 하데스에게 페르세포네를 데메테르에게 돌려줄 것을 요구하자 하데스는 페르세포네를 지상에 올려보내기 전에 석류의 씨를 몇 알 먹였다. 그 결과 지하 세계의 음식을 먹은 대가로 페르세포네는 지상으로 완전히 돌아가지 못하고 지상과 지하를 오가야만 하는 처지에 놓였다.
그리하여 페르세포네는 한 해의 반은 지하 세계의 여왕으로서 하데스와 함께 명계를 지배하고, 반는 지상에서 어머니 데메테르와 지내게 되었다. 이 중 어머니 데메테르와 지내는 6개월은 어머니인 데메테르가 행복하여 곡식과 식물을 돌보아 풍요로운 봄과 여름이 되었다고 하고, 지하 세계의 왕비로서 하데스와 지내는 6개월은 데메테르가 슬픔에 잠겨 곡식과 식물을 돌보지 않는 가을과 겨울이 되었다고 한다.

### 그외의 신화
미청년 아도니스를 두고 아프로디테와 경쟁을 벌이기도 했으나 아도니스의 죽음으로 사실상 경쟁 결과는 무승부가 되었다.

## 같이 보기
- 엘레우시스 밀의종교
- 데메테르
- 데스포이나
- 오비디우스
- 스트라본
- 디오도로스 시켈로스
- 안토니노스 리베랄리스
- 비블리오테케
- 티모시 간츠
- 호메로스
- 파우사니아스 (지리학자)
- 루키아노스
- 가이우스 율리우스 히기누스